# Seznam osebnosti iz Občine Podlehnik
Seznam osebnosti iz Občine Podlehnik vsebuje osebnosti, ki so se tu rodile, delovale ali umrle.
Občina Podlehnik ima 13 naselij: Dežno pri Podlehniku, Gorca, Jablovec, Kozminci, Ložina, Podlehnik, Rodni Vrh, Sedlašek, Spodnje Gruškovje, Stanošina, Strajna, Zakl, Zgornje Gruškovje.

## Gospodarstvo in obrt
- Jani Gönc, enolog (1929, Dobrovnik)
- Jože Križančič, agronom, družbenopolitični delavec in pisatelj (1926, Vitna vas – 2019, Gorca)
- Edvard Kupčič, agronom, ljubiteljski zgodovinar in kulturni delavec (1937, Vitomarci)
- Josip Priol, sadjar in šolnik (1889, Morje – 1969, Maribor)
- Just Ušaj, vinogradnik, sadjar in čebelar  (1890, Plače – 1971, Ljubljana)

## Humanistika in znanost
- Štefka Cobelj, umetnostna zgodovinarka in etnologinja (1923, Zagorci – 1989, Golnik)
- Sebastian Toplak, inženir prometa in župan (1974, Podlehnik)
- Špela Trafela, kemičarka (1990, Podlehnik)
- Nežka Vaupotič, knjižničarka (1927, Sedlašek)

## Kultura

### Glasba
- Jakob Feguš, učitelj glasbene umetnosti v OŠ Podlehnik in zborovodja (1974, Podlehnik)
- Maksimiljan Feguš, akademski glasbenik, skladatelj, dirigent, zborovodja in univerzitetni profesor (1948, Ptuj)
- Marjan Feguš, akademski glasbenik, pozavnist in profesor pozavne (?, Podlehnik)
- Robert Feguš, dirigent, profesor glasbe in pevec (1974, Podlehnik)

### Gledališče in film
- Matjaž Feguš, scenarist in fotograf (Podlehnik)

### Slikarstvo, kiparstvo, arhitektura in fotografija
- Marko Vindiš, fotograf - umetnik (1988, Podlehnik)

## Politika, uprava in pravo
- Henrik von Liechtenegg, vitez in lastnik gradu Lehnik ali Liechtenegg; njegovi dediči so iz rodbin Massenberg, Stickelberg in Monsberg (ok. 1297, Podlehnik)
- Ludvik Maučič, nekdanji predsednik krajevne skupnosti (?, Podlehnik)
- Moscon, štajerska plemiška rodbina, izhaja iz severne Italije iz province Bergamo (1372 – 1927)
- Sauer, plemiška družina, izhaja iz Kranjske, kasneje se preseli na Štajersko (začetek 17. stoletja)
- Emilijan Trafela, lovski funkcionar (?, Podlehnik)

## Religija
- Andrej Feguš, duhovnik (Podlehnik)
- Ludovik Pečko, kronist, duhovnik in redovnik (1804, Gočova – 1873, Ptuj)
- Anton Šalamun, duhovnik in publicist (1866, Mestni Vrh – 1939, Ptuj)

## Šolstvo
- Janko Bezjak, slovenski pedagog, pisec šolskih učbenikov, jezikoslovec in publicist (1862, Gorca – 1935, Maribor)
- Vekoslav Fric, učitelj, župan (1946, Gorišnica – 2006, Podlehnik)
- Zdenka Golub, učiteljica, zapisovalka dediščine in pisateljica (1960, Podlehnik)

## Šport
- Mirko Vindiš, slovenski maratonec, športnik, pedagog (1963, Ptuj)

## Zdravstvo
- Peter Albert Fras, zdravnik radioterapevt (1943, Podlehnik)

## Osebnosti od drugod
- Vera Feguš, zdravnica in vodja onkološkega dispanzerja (1950, Banja Luka – 2019, Maribor)
- Stanislav Glažar, župan, športni delavec, športnik in gasilec (1963, Ptuj)
- Franjo Gnilšek, kemik in politik (1934, Slatina – 2023)
- Vojkan Jovičić, inženir gradbeništva, profesor (?, Beograd)
- Stojan Kerbler, fotograf (1938, Ptujska Gora)
- Martin Kores, slovenski ključavničar in sindikalni delavec (1896, Čermožiše – 1941, Maribor)
- Franc Lačen, zborovodja, novinar in glasbeni pedagog (1945, Ptuj – 2014, Ptuj)
- Georg Mally, naravoslovec (1793, Leibnitz – 1858, Maribor)
- Matjaž Neudauer, učitelj in bibliotekar (1956, Ptuj)
- Jože Ratej, geolog (1978, Maribor)
- Jožef Straub, baročni kipar (1712, de:Wiesensteig – 1756, Maribor)
- Ljudmila Trafela, lovka (1940, Draženci)
- Borut Zagoranski, slovenski harmonikar in pedagog (1980, Ptuj)